# 丁大全
丁大全（1191年—1263年），字子萬，潤州京口（今江蘇省鎮江市）人，南宋官員，擅攀附權貴。

## 生平
宋理宗嘉熙二年進士，他被朝廷調任蕭山縣尉。彈劾宰相董槐之後，丁大全又進升為同知樞密院事兼權參知政事。 寶祐六年（公元1258年），遷任參知政事，又於同年四月，遷任尚書右丞相兼樞密使，並受帝命冊封瑞國公。 
丁大全“蓝色鬼貌”，“奸回险狡，狠毒贪残”，當时人称“丁蓝鬼”。丁大全娶了一位外戚的侍女為妻子，以此来攀附高层权要。后来又逢迎阎贵妃、宦官卢允昇、董宋臣等人，逐渐身居要职，丁大全专权自恣，陰險狡詐，寡廉鲜耻，贪财好色，他为儿子丁寿翁聘娶当地颇有美色的女子为妻，后来，丁大全见儿媳美貌出眾，如花似玉，美若西施，体若惊鸿，竟夺为妻妾，为世人所不耻。
南昌縣守繆萬年遂作釘詩譏刺云：「頑鑛非銅鋼樣堅，寒坑纔熱便趨炎。千來搥打方成器，一得人拈即逞尖。不怕斧敲惟要入，全憑鑽引任教嫌。休言深久難抽抜，自有羊蹄與鐵鉗。」丁大全聞知大怒，將繆萬年流放化州（今廣東省茂名市化州市）。
開慶元年（1259年），蒙古十萬大軍攻打鄂州（今湖北省武昌市），邊關告急的文書陸續傳到朝廷，丁大全竟隱匿不報，以致戰事日益轉向不利，蒙古蕩寇將軍兀良哈台由雲南大理國攻入交趾 ，並從邕州攻破廣西州縣及移師湖南。丁大全眼看敗訊接踵而來，於是才上報皇帝，監察御史饒虎臣指出宰臣丁大全的四大罪狀：絕言路、壞人才、竭民力、誤邊防。宋理宗大怒，遂罷免了丁大全一切軍政要職，並下詔送其至南康軍勞師。
次年，宋理宗又追削其兩官職，貶至貴州任四練使。丁大全欲通謀蠻夷以圖不軌，然被太常少卿兼權直告人院劉震孫又上疏朝廷，力求將丁大全發配至海南島，並令黔昌縣尉畢遷護送丁大全至海南島，當划舟經過藤州（今廣西省藤縣）時，護送丁大全的校尉畢遷將其推入西江溺斃，事後以遇匪劫殺定案。

## 延伸阅读
[在维基数据编辑]
 《宋史·卷474》，出自脱脱《宋史》